# Lalinovac
Lalinovac (izvirno srbsko Лалиновац) je naselje v Srbiji, ki upravno spada pod Občino Lebane; slednja pa je del Jablaniškega upravnega okraja.

## Demografija
V naselju živi 213 polnoletnih prebivalcev, pri čemer je njihova povprečna starost 47,0 let (45,4 pri moških in 48,6 pri ženskah). Naselje ima 91 gospodinjstev, pri čemer je povprečno število članov na gospodinjstvo 2,75.
To naselje je, glede na rezultate popisa iz leta 2002, večinoma srbsko, a v času zadnjih treh popisov je opazno zmanjšanje števila prebivalcev.
|  |

| Demografija | Demografija     | Demografija     |
| Leto        | Št. prebivalcev | Št. prebivalcev |
| ----------- | --------------- | --------------- |
|             |                 |                 |
|             |                 |                 |
|             |                 |                 |
|             |                 |                 |
| 1948        | 605             |                 |
| 1953        | 684             |                 |
| 1961        | 635             |                 |
| 1971        | 543             |                 |
| 1981        | 410             |                 |
| 1991        | 359             | 357             |
| 2002        | 250             | 250             |
|             |                 |                 |

| Etnična sestava po popisu iz leta 2002 | Etnična sestava po popisu iz leta 2002 | Etnična sestava po popisu iz leta 2002 | Etnična sestava po popisu iz leta 2002 | Etnična sestava po popisu iz leta 2002 |
| -------------------------------------- | -------------------------------------- | -------------------------------------- | -------------------------------------- | -------------------------------------- |
| Srbi                                   | Srbi                                   |                                        | 249                                    | 99,6%                                  |
| Rusi                                   | Rusi                                   |                                        | 1                                      | 0,4%                                   |
| Neznano                                | Neznano                                |                                        | 0                                      | 0,0%                                   |